# Congiário

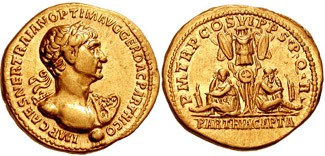
Áureo de Trajano r.

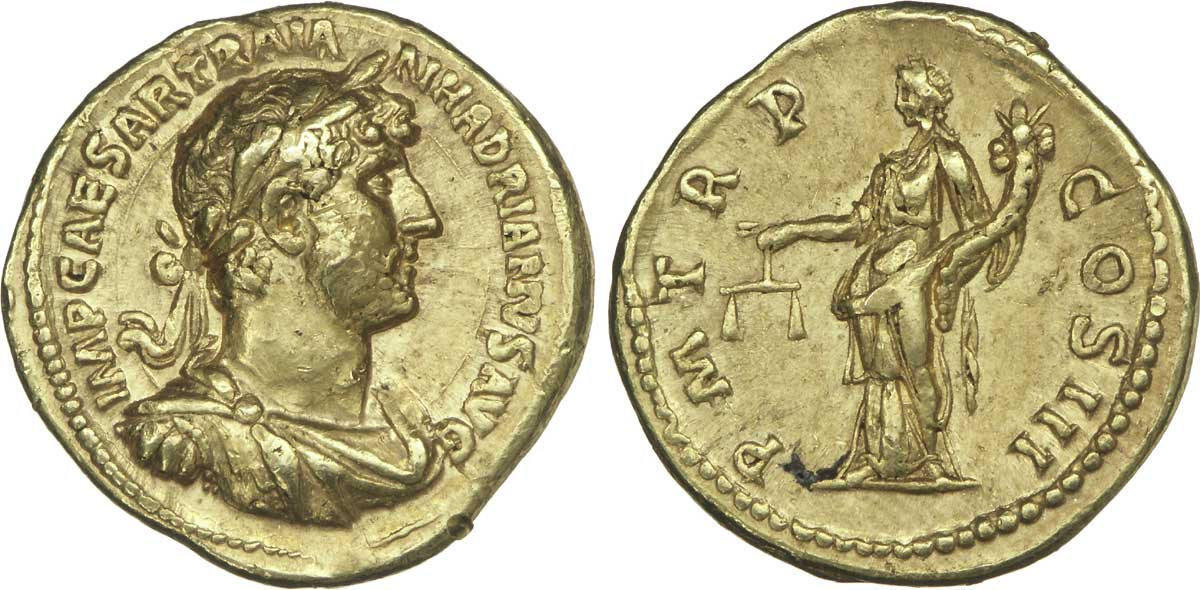
Áureo de Adriano r.

Congiário (em latim: Congiarium; originário do latim congius) foi um vaso contendo um côngio, uma medida de volume igual a seis sesteiros. Nos primeiros períodos da República Romana, o côngio foi a medida usual de óleo e vinho que era, em certas ocasiões, distribuída entre as pessoas; e assim o côngio tornou-se um nome para doações liberais ao povo, em geral, quer se trate de óleo, vinho, cereais, ou dinheiro, ou outras coisas, enquanto que as doações feitas para os soldados foram chamados donativo, embora por vezes também fossem chamados congiários.
Congiário foi, além disso, ocasionalmente usada simplesmente para designar um presente ou uma pensão dada por uma pessoa do alto escalão, ou um príncipe, para seus amigos; e Fábio Máximo chamou os presentes que Augusto (r. 27 a.C.–14 d.C.) fez para seus amigos, por conta de sua pequenez, heminários, em vez de congiários, pois hemina foi apenas 1⁄12 de um côngio. Tibério (r. 14–37) deu um congiário de 72 1 2 denários (300 sestércios) para cada cidadão. Calígula deu a mesma quantia de 300 sestércios em duas ocasiões. Nero (r. 54–68), cujos congiários foram os mais antigos exemplos conhecidos em medalhas, deu 400.
Apesar do sucesso financeiro de Trajano (r. 98–117), sua prática de conceder congiários extravagantes às pessoas de Roma recebeu severa condenação. Seu primeiro congiário, em 99, foi provavelmente não maior que aquele de Nerva (75 denários por pessoa), mas sua segunda e terceira distribuições de dinheiro, após cada Guerra Dácica, equivalerem a 650 denários por pessoa. Adriano (r. 117–138) tratou os romanos do mesmo modo, e dele Frontão disse: 
| “ | Eu considero-a boa política que o príncipe não negligenciou o teatro ou o circo e arena, como ele bem sabe há duas coisas que o romano aplaude especialmente - a distribuição de cereais, e jogos. A negligência da coisa importante [cereais] causa grande dano, da coisa frívola [entretenimento] ódio maior - a multidão mais faminta por jogos que pães, pois pelo presente ao povo [congiário] apenas aqueles que estão autorizados a receber o cereal serão gratificados, enquanto pelos jogos a população toda é pacificada. | ” |
|   | — Frontão, Prim. Hist., p. 249, ed., Barthold Georg Niebuhr.. |   |